# Drosophantis cyanealis
Drosophantis cyanealis är en fjärilsart som beskrevs av George Francis Hampson 1903. Drosophantis cyanealis ingår i släktet Drosophantis och familjen Crambidae. Inga underarter finns listade i Catalogue of Life.